# Bob Johnson
Robert Lee Johnson (26 de novembro de 1905 – 6 de julho de 1982), apelidado de "Indian Bob", foi um jogador profissional de beisebol atuando como campista esquerdo na Major League Baseball por três equipes da American League de 1933 até 1945, principalmente pelo Philadelphia Athletics. Johnson foi o primeiro jogador a conseguir nove temporadas consecutivas com 20 ou mais home runs, e seu total de 288 HRs na carreira o colocavam em oitavo na história das grandes ligas quando de sua aposentadoria. Normalmente jogando em times inferiores, conseguiu média de aproveitamento ao bastão de 30% em cinco ocasiões, teve oito temporadas com 100 ou mais RBIs, e encerrou sua carreira entre os cinco melhores da American League em RBIs (1283), corridas (1239), slugging average (.506), bases totais (3501) e  walks (1075). Deteve o recorde da franquia Athletics em home runs de 1942 até 1993. Seu irmão mais velho Roy foi um outfielder nas grandes ligas de 1929 até 1938.